# Saint-Bon-Tarentaise
Saint-Bon-Tarentaise är en kommun i departementet Savoie i regionen Auvergne-Rhône-Alpes i sydöstra Frankrike. Kommunen ligger i kantonen Bozel som tillhör arrondissementet Albertville. År 2018 hade Saint-Bon-Tarentaise 1 864 invånare.

## Befolkningsutveckling
Antalet invånare i kommunen Saint-Bon-Tarentaise
| Referens: INSEE |